# Агиртамак
Агиртама́к (баш. Әгертамак) — село в Туймазинском районе Республики Башкортостан Российской Федерации. Входит в состав Тюменяковского сельсовета.

## География

### Географическое положение
Расстояние до:
- районного центра (Туймазы): 5 км,
- центра сельсовета (Тюменяк): 6 км,
- ближайшей ж/д станции (Туймазы): 5 км

## Население
| 2002 | 2009 | 2010 |
| ---- | ---- | ---- |
| 504  | ↗581 | ↗610 |

Национальный состав
Согласно переписи 2002 года, преобладающая национальность — башкиры (71 %).

## Религия
В селе есть мечеть.